# Diferenças entre o galego e o português

Mapa cronológico mostrando o desenvolvimento do galego (galician) e do português (portuguese).

As diferenças entre o galego e o português são várias, podendo estas serem encontradas na fonética, na morfologia, na sintaxe, na ortografia e no léxico. Uma parte destas diferenças resultam do acastelhanamento do galego ao longo dos séculos em que este foi proibido como língua culta, os chamados Séculos Escuros. As diferenças ortográficas só se encontram nas normas oficiais do galego, já que se forem usadas as normas reintegracionistas do galego estas passam a ser inexistentes. Também é preciso destacar que a semelhança do galego face ao português resulta numa divergência de opiniões quanto à sua classificação como línguas separadas, havendo vários linguistas que as consideram a mesma língua, tanto galegos quanto portugueses, e outros que a consideram línguas distintas.

## As diferenças
As diferenças pertencem principalmente ao terreno da fonética:
- Inexistência na maioria das falas galegas de sibilantes sonoras ([z] e [ʒ])[3] (embora existam em zonas da Baixa Límia de Ourense[4], no galego exterior[4] e no Xalimego);
- No galego não há oposição entre vogais orais e vogais nasais (embora presentes em zonas do galego da província de Leão). O galego nasaliza as vogais em contacto com nasal, mas isso não faz distinção fonética;[5]
- As restantes diferenças fonéticas ocorrem também nos dialetos portugueses setentrionais: pronúncia de "ch" como "tch", confusão entre b/v, pronúncia clara dos ditongos oi/ou (com hesitação como no padrão: loiro / louro), etc.[6]

O tratamento da nasalidade é variável nas falas galegas, com diferente evolução que nos dialetos portugueses; assim, as três terminações do galego-português:
- -ão
- -am/-ã
- -om/-õ

deram lugar em português ao ditongo nasal -ão, enquanto que em galego sofreram evoluções diversas:
- -ão→ -án /-ao irmán (dialetalmente irmao) (= irmão)
- -ãa→ -á / -án irmá (dialetalmente irmán) (= irmã)
- -am→ -an/-a ra (dialetalmente ran), (= rã)
- -om→ -on razón (= razão)
- plurais: -ões→ -óns / -ós / -ois razóns, (dialetalmente razós e razois) (= razões)

Veja-se que hesita entre manutenção da nasalidade através duma monotongação (irmão > irmán, em geral a oeste) ou manutenção do ditongo através da desnasalação (irmão > irmao, em geral centro e leste). Contudo, existem pequenas áreas onde ainda existem vogais e ditongos nasais (leste).
Outras diferenças entre as variantes comuns não são porém aplicáveis ao conjunto das falas:
No galego existe o chamado ditongo indo-europeu [carece de fontes?], "ui" ou "oi" que substitui o "u" tónico latino no português luso-brasileiro (existe, contudo, a nível dialetal em Portugal).
- Froito ou Fruito (= Fruto)
- Loitar, loita ou Luitar, luita (= Lutar, luta)
- Escoitar ou Escuitar (= escutar)

Estes ditongos são realmente etimológicos, fructu > fruito, luctare > luitar, auscultare > ascoltare > escoutar > escoitar > escuitar (análogo a multu > molto > mouto > moito > muito), a sua perda em padrão é devida a relatinizações na Idade Moderna (séculos XVI-XVII), "luctar, "fructo", quando c- deixou de se pronunciar. Um caso comum a galego e português é "acto", originalmente actu > auto (auto de fé), mas foi relatinizada a "acto".
Em galego conserva-se o pronome arcaico "che" que alterna com o "te", é um pronome de complemento dativo. Tem uma função análoga à do pronome português "lhe", mas é utilizado com a segunda pessoa do singular.
- Collerche as mans = "Colher-te as mãos"

Também é conservado o plural "llelos" (lles+os), em vez de se registar a forma comum do padrão português (lhos).
O galego conserva agrupamentos de pronomes enclíticos, devido à existência dum "pronome de solidariedade" (non cho teño = "não to tenho", "não tenho isso que queres").
Mudanças nas conjugações verbais.
- Eu son (= Eu sou)
- Vós sodes (= Vós sois)
- Eles son (= Eles são)
- Eles falaron (= Eles falaram)
- Eu fun (= Eu fui, o galego nasala sistematicamente as primeiras pessoas dos antepretéritos: collín = colhi, estiven = estive, daí fui > fuin > fun)

Arcaísmos
A comparativa "ca" ([do] que), do latim qua > ca, é seguido do pronome dativo e não do pessoal: máis alto ca min = "mais alto que eu"
Castelhanismos no galego
- Inúmeros, sobretudo em vocabulário técnico ou exótico.[carece de fontes?] Isto é devido à situação de diglossia galego/castelhano na Galiza.

Castelhanismos no português
- Certas palavras de origem castelhana foram introduzidas no português, enquanto a forma originária foi preservada no galego, assim: penha, repolho, castelhano, frente às correspondentes galegas pena, repolo, castelán.